# Jabłczyński
Jabłczyński, Jabłczyńska – polskie nazwisko, w Polsce nosi je ok. 200 osób.
Osoby noszące to nazwisko:
- Feliks Jabłczyński (ur. 20 września 1865 w Warszawie, zm. 30 marca 1928 w Warszawie) – polski chemik, grafik, malarz i pisarz.
- Joanna Jabłczyńska (ur. 9 grudnia 1985 w Warszawie) – polska aktorka, także dubbingowa i dziennikarka w programach młodzieżowych.
- Kazimierz Jabłczyński (ur. 1869, zm. 1928) – polski fizykochemik.